# 索西尼亚克
索西尼亚克（法語：Saussignac，法語發音：[sosiɲak]）是法国多尔多涅省的一个市镇，属于贝尔热拉克区。

## 地理
索西尼亚克（44°48'2"N, 0°19'33"E）面积8.97 平方千米，位于法国新阿基坦大区多爾多涅省，该省份为法国西南部内陆省份，是法國本土面积第三大的省，大致对应佩里戈尔地区，北起顺时针与夏朗德省、上维埃纳省、科雷兹省、洛特省、洛特-加龙省、吉倫特省和滨海夏朗德省接壤。
与索西尼亚克接壤的市镇（或旧市镇、城区）包括：加尔多讷、加雅克和鲁亚克、莫内斯捷、拉扎克德索西尼亚克。

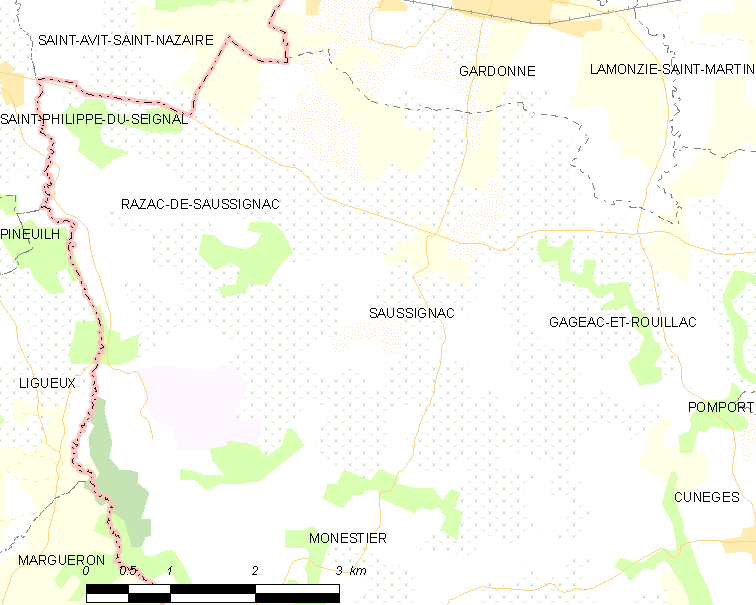
索西尼亚克的OSM定位图

索西尼亚克的时区为UTC+01:00、UTC+02:00（夏令时）。

## 行政
索西尼亚克的邮政编码为24240，INSEE市镇编码为24523。

## 政治
索西尼亚克所属的省级选区为南贝尔热拉库瓦县。

## 人口

1962-2008年间索西尼亚克人口变化图示

索西尼亚克于2022年1月1日时的人口数量为412人。